# Gli orsetti del cuore (serie animata)
Gli Orsetti del Cuore (The Care Bears) è una serie animata televisiva, prodotta in seguito al successo dell'omonima linea di giocattoli. Sono state prodotte due serie, la prima è della DiC con una sola stagione e la seconda è della Nelvana con tre stagioni, ed è stata trasmessa dal 1985 al 1988. In Italia la serie è stata trasmessa dapprima da Euro TV, poi da Odeon TV e in seguito da Canale 5, Italia 1 e JimJam. Nella prima trasmissione venne mantenuta la sigla originale statunitense, che fu poi sostituita, una volta passata nelle mani di Fininvest/Mediaset, da una canzone cantata da Cristina D'Avena.

## Trama
La storia del cartone animato ruota intorno alla vita degli Orsetti del Cuore, che vivono in un bellissimo posto fra le nuvole chiamato "Care-a-Lot", che è parte del regno dell'Amore. Con l'aiuto dei loro cugini e dei vari amici che incontreranno, gli Orsetti devono sventare i piani di Mister Bestiaccia e del suo capo, il Professor SenzaCuore/FreddoCuore, che vogliono portare la tristezza nel mondo degli umani.

## Special
| Studio             | Special | Titolo originale                            | Titolo italiano                                    | Prima TV USA                                     | Prima TV Italia                   |
| ------------------ | ------- | ------------------------------------------- | -------------------------------------------------- | ------------------------------------------------ | --------------------------------- |
| Atkinson Film-Arts | SP1     | The Care Bears in the Land Without Feelings | - Il regno di FreddoCuore - Una missione difficile | 22 aprile 1983                                   | [ 4 ]                             |
| Atkinson Film-Arts | SP2     | The Care Bears Battle the Freeze Machine    | - Il congela-tutto - La città congelata            | 6 Aprile 1984                                    | [ 4 ]                             |
|                    | SP3     | Care Bears Nutcracker Suite                 | Il Principe Schiaccianoci e gli Orsetti del Cuore  | 10 dicembre 1988 (USA) 25 dicembre 1988 (Canada) | 14 febbraio 2006 (Direct-to-disc) |

## Episodi
| Stagione         | Numero di Episodi | Prima TV Originale | Prima TV Italia |
| ---------------- | ----------------- | ------------------ | --------------- |
| Prima stagione   | 11                | 1985               | 1985            |
| Seconda stagione | 13                | 1986               | 1986            |
| Terza stagione   | 6                 | 1987               | 1987            |
| Quarta stagione  | 27                | 1988               | 1988            |

## Doppiaggio
Il doppiaggio della prima edizione italiana è stato eseguito presso la P.A.C. di Roma sotto la direzione di Silvano Tranquilli. Il doppiaggio della seconda edizione è stato eseguito presso lo studio Merak Film di Milano sotto la direzione di Paolo Torrisi.
| Personaggi                                | Dopp. Originali      | Doppiatori Italiani 1ª ed. | Doppiatori Italiani 2ª ed. |
| ----------------------------------------- | -------------------- | -------------------------- | -------------------------- |
| Cuordileone                               | Dan Hennessey        | Giancarlo Padoan           | Pietro Ubaldi              |
| Brontolorso                               | Bob Dermer           | Massimo Corizza            | Massimiliano Lotti         |
| Baby orsa                                 | Susan Roman          | Monica Ward                | Emanuela Pacotto           |
| Baby orso                                 | Terry Sears          | ?                          | Irene Scalzo               |
| Tenerorso                                 | Billie Mae Richards  | Rita Baldini               | Diego Sabre                |
| Fortecuore                                | Luba Goy             | Serena Spaziani            | ?                          |
| Cuornobile                                | Dan Hennessey        | Massimiliano Manfredi      | ?                          |
| Cuorveloce                                | Eva Alamos           | Francesca Bregni           | ?                          |
| Allegrorsa                                | Georgia Engel        | ?                          | Graziella Porta            |
| Magicorso                                 | Janet-Laine Green    | ?                          | Debora Magnaghi            |
| Amororsa                                  | Linda Sorenson       | ?                          | Jenny De Cesarei           |
| Fortunorso                                | Dan Hennessey        | ?                          | Monica Bonetto             |
| Mattacchiorso 1ª ed., Splendidorso 2ª ed. | Jim Henshaw          | ?                          | Federica Valenti           |
| Amicorso                                  | Gloria Figura        | ?                          | Patrizia Scianca           |
| Dormigliorso 1ª ed., Pisolorso 2ª ed.     | Laurie Waller-Benson | ?                          | Daniela Fava               |
| Festorso                                  | Melleny Brown        | ?                          | Cinzia Massironi           |
| Generorso                                 | Patricia Black       | ?                          | Deborah Morese             |
| Campionorso                               | Noam Zylberman       | Massimo Rossi              | Luca Bottale               |
| Senzacuore 1ª ed., Freddocuore 2ª ed.     | Chris Wiggins        | Giorgio Bandiera           | Oliviero Corbetta          |
| Bestiaccia                                | John Stocker         | Mino Caprio                | Mario Scarabelli           |

## Distribuzione in VHS
Sono stati distribuiti dalla DOMOVIDEO (in collaborazione con VIDEO bimbo) e Alfadedis solo alcuni episodi:
- La città grigia / La grotta (1985)[8]
- Sognare ad occhi aperti / Il luna park (1985)[8]
- Il gelo / Lo specchio magico (1985)[8]
- Il negozio delle magie / Cemento sulla città (1984)[8]
- Chi ha mangiato le nuvole? / Il guardiano del faro / Il matrimonio / Bugie pericolose[8]
- I bambini terribili[9]
- Casa dolce senza casa (1986)[10]
- I bambini terribili / Il campeggio / Perché stare soli? / Il campione / Che jella! / Auto in pista[11]

## Distribuzione in DVD
Sono stati distribuiti dalla Stormovie e Jetix solo in 6 volumi della serie, contiene 4 episodi su ogni volume con un totale di 24 episodi.
- Il congela-tutto (Vol.1)[12]
- Il compleanno (Vol.2)
- La notte delle risate (Vol.3)
- Avventure nel bosco (Vol.4)
- Sindaco per un giorno (Vol.5)
- Siccità (Vol.6)

## Film
- Gli orsetti del cuore - Il film[13] (1985)
- Gli orsetti del cuore 2 - La nuova generazione (1986)
- Gli orsetti del cuore: Nel paese delle meraviglie[14] (1987)
- Il principe schiaccianoci e gli orsetti del cuore[15] (1988)
- Gli orsetti del cuore - Una giornata a Giocattolandia[16] (2004)
- The Care Bears Big Wish Movie (2005)
- Gli orsetti del cuore: Pasticciorso alla riscossa (2007)